# Bisangguga eobtda
Pour plus de détails, voir Fiche technique et Distribution.
Bisangguga eobtda (비상구가 없다, littéralement « pas de sortie de secours ») est un film sud-coréen réalisé par Kim Young-bin, sorti le 12 juin 1993.

## Synopsis
Tong Ng pense toujours faire ce qui est le mieux pour la société. Toutes les femmes qu'il a tuées étaient soit des garces, soit des maniaques sexuelles. Cependant, tuer devient vite une obsession chez lui et il commence à tuer des personnes innocentes. Chung Bill travaille dans un pub et est tombé récemment amoureux d'une fille nommée Yi Shun. Yi Shun ne semble pas avoir les mêmes sentiments pour lui... Deviendra-t-elle la prochaine victime de Tong Ng ?

## Fiche technique
- Titre : Bisangguga eobtda
- Titre original : 비상구가 없다
- Titre anglais : No Emergency Exit
- Réalisation : Kim Young-bin
- Scénario : Lee Sun-won
- Production : Kim Yong-chan
- Musique : Jang Ho-il
- Photographie : Jeon Jo-Myeong
- Montage : Park Sun-duk
- Pays d'origine : Corée du Sud
- Format : Couleurs - 1,85:1 - Dolby Digital - 35 mm
- Genre : Thriller, horreur
- Durée : 108 minutes
- Date de sortie : 12 juin 1993 (Corée du Sud)

## Distribution
- Moon Sung-keun
- Shim Hye-jin
- Park Sang-min
- Jeon Mi-seon